# Chaunax umbrinus
Chaunax umbrinus es una especie de pez del género Chaunax, familia Chaunacidae. Fue descrita científicamente por Gilbert en 1905.
Se distribuye por el Pacífico: islas hawaianas. La longitud estándar (SL) es de 10,2 centímetros. Puede alcanzar los 400 metros de profundidad.
Está clasificada como una especie marina inofensiva para el ser humano.